# Royal Engineers
|  | Per a altres significats, vegeu «Royal Engineers Association Football Club». |

El Corps of Royal Engineers (Cos d'Enginyers Reials), habitualment simplement conegut com el Royal Engineers (RE) (Enginyers Reials) i habitualment coneguts com els "Sappers" (Sapadors), és un cos de l'exèrcit britànic. Està molt ben considerat per totes les Forces armades del Regne Unit, en especial per l'exèrcit. Prové d'enginyeria militar i altre suport tècnic a les Forces Armades britàniques, i està encapçalat pel Reial Enginyer en Cap. El Quarter General regimental i la Reial Acadèmia d'Enginyeria Militar estan a Chatham (Kent). El cos està dividit en diversos regiments, aquarterats en diversos llocs del Regne Unit i d'Alemanya.

## Història

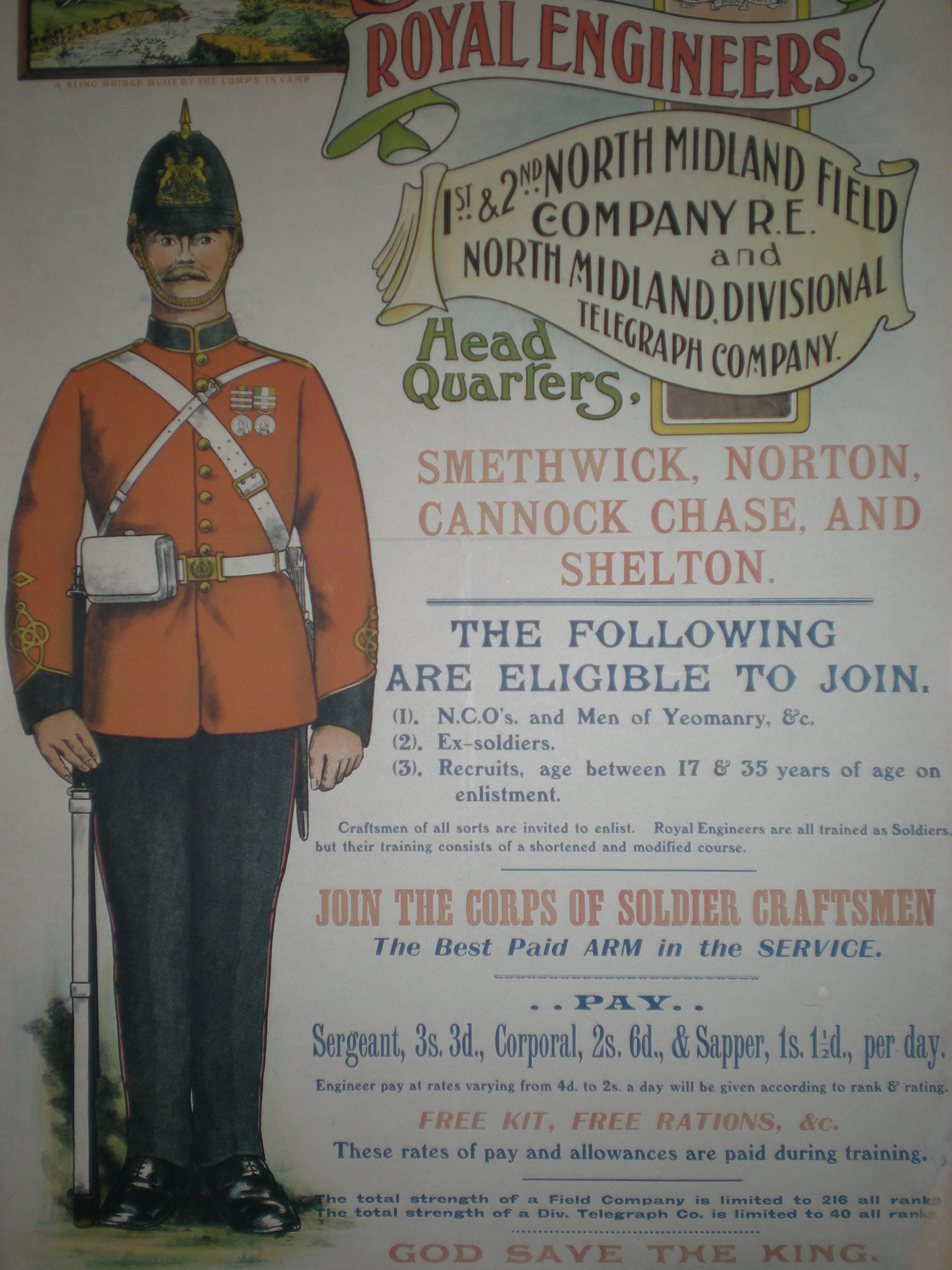
Cartell de reclutament dels Enginyers Reials

Els Enginyers Reials daten els seus orígens als enginyers militars que Guillem el Conqueridor portà a Anglaterra, especialment el bisbe Gundulf de Rochester, un enginyer militar de talent, i afirmen haver servit la Corona durant més de 900 anys sense interrupció. Els enginyers sempre han servit als exèrcits de la Corona; però, els orígens del cos modern, juntament amb els de la Royal Artillery, rau al Comitè d'Ordenances establert al segle XV.
Al 1717, el govern establí un Cos d'Enginyers, totalment format per oficials comissionats. El treball manual era realitzat per les Companyies d'Artificiers, formades per artesans civils contractats i els seus treballadors. Al 1782, s'establí una Companyia de Soldats Artificiers a Gibraltar, i aquesta va ser el primer cas de sots-oficials enginyers militars. Al 1787 el Cos d'Enginyers va rebre el prefix "Reial" i adoptà el nom actual i, el mateix any, es formà un Reial Cos d'Artificiers Militars, consistent de sots-oficials i tropa, amb oficials dels Royal Engineers. Deu anys després la companyia de Gibraltar, que havia restat separada, va ser absorta i al 1812 va canviar el nom pel de Cos de Sapadors i Minadors Reials (anglès: Corps of Royal Sappers and Miners )
Al 1855 el Comitè d'Ordenances va ser abolit i l'autoritat sobre els Enginyers Reials, els Sapadors i Miners Reials i l'Artilleria Reial va ser traspassada al Comandant en Cap de les Forces, unificant-los amb la resta de l'Exèrcit. L'any següent, els Reials Enginyers i els Reials Sapadors i Miners esdevingueren un cos unificat, denominat Cos d'Enginyers Reials (Corps of Royal Engineers), i el seu Quarter General va ser traslladat a Chatham, Kent. Al 1862, el cos també va absorbir els oficials i tropa del cos d'enginyers de la Companyia de les Índies Orientals.
La reorganització de les forces armades britàniques que començà a mitjans del segle xix i que s'estengué durant diverses dècades inclogué la reconstrucció de la Milícia, la creació de la Força de Voluntaris i l'organització de les forces de l'exèrcit regular. L'antiga milícia havia estat una força d'infanteria, més que l'ús ocasional dels milicians per operar defenses artilleres i altres rols en moments d'emergència. Això canvià el 1861, amb la conversió d'algunes unitats a papers d'artilleria. Les companyies de la Milícia i les d'Enginyers Voluntaris també es crearen, començant per la conversió de la milícia d'Anglesey i Monmouthsire a enginyers el 1877. La Milícia i la Força d'Enginyers Voluntaris donà suport als Royal Engineers regulars en una varietat de qüestions, incloent operar els bots requerits per plantar les defenses de mines submarines que protegien els ports a Gran Bretanya i els seu imperi. Això incloïa una companyia de milícia de minadors subaquàtics que va ser autoritzada a Bermuda el 1892, però que mai no es creà realment, així com els Bermuda Volunteer Engineers, que portaven uniformes dels Royal Engineers i rellevaren les companyies regulars dels Royal Engineers que es retiraren de la Guarnició de Bermuda el 1928. Les diverses forces de reserva a temps parcial van ser amalgamades a la Força Territorial el 1908, que va ser anomenat Exèrcit Territorial després de la I Guerra Mundial, i la Reserva de l'Exèrcit el 2014.
Al 1911 el Cos formà el seu Batalló Aeri, la primera unitat voladora de les Forces Armades Britàniques. El Batalló Aeri va ser el precursor del Royal Flying Corps i del Royal Air Force.
La Primera Guerra Mundial va veure una ràpida transformació dels Royal Engineers a mida que les noves tecnologies esdevenien més i més importants en la conducció de la guerra i els enginyers veien un increment en el seu camp d'actuació. A la línia del front van dissenyar i construir fortificacions, operaren amb l'equipament dels gasos verinosos, reparaven canons i equipament pesat, i conduïen guerra soterrada davant les trinxeres enemigues. Els papers de suport incloïen la construcció, manteniment i operativitat de vies ferroviàries, ponts, subministrament d'aigüa i vies aquàtiques, així com el telèfon i altres comunicacions sense fils. A mida que les peticions sobre el Cos augmentaven, la seva força creixia des d'un total de 25.000 homes (incloent la reserva) l'agost de 1914 a 315.000 el 1918.
Al 1915, en resposta a que els alemanys minessin les trinxeres britàniques sota llavors les condicions estàtiques de setge de la I Guerra Mundial, el cos formà les seves pròpies companyies de tuneladors. Formades per miners carboners experimentats de tot el país, construïren profundes trinxeres com la "Trinxera Vampir" per protegir del bombardeig pesat.
El cos no té honors de batalla. Els seus lemes, Ubique (A Tot Arreu) i Quo Fas et Gloria Ducunt (On Porten el Deure i la Glòria), van ser concedits pel Rei Guillem IV al 1832, significant que el Cos havia estat en acció a tots els principals conflictes de l'Exèrcit Britànic i gairebé a tots els menors. El Museu d'Enginyeria Militar dels Royal Engineers està a Gillingham, a Kent.
Hi ha unitats dels Royal Engineers i de la Royal Artillery a Austràlia, fins i tot després de la Federació.
Un punt de cert orgull pels Sapadors és que els seu nom pren la forma de Corps of Royal Engineers (Cos d'Enginyers Reials), enlloc de, per exemple, Royal Engineer Corps (Reial Cos d'Enginyers). La distinció, diuen, és que cada Sapador és Reial pel seu propi dret, enlloc de ser simplement un membre d'un Cos Reial (com podria ser el Royal Corps of Signals o el Royal Regiment of Artillery).
Abans de la Segona Guerra Mundial, els reclutes dels Royal Engineers es requeria que fessin un mínim de 5 peus i 4 polzades (162 cm) o 5 peus i 2 polzades (157 cm) per la branca muntada. Inicialment s'allistaven per un període de 6 anys de servei actiu i sis anys més a la reserva; o per 4 i 8 anys. A diferència de la majoria de cossos i regiments, en que l'edat màxima era de 25 anys, els homes de fins a 30 anys podien allistar-se amb els Royal Engineers. S'entrenaven al Royal Engineers Depot de Chatham o al RE Mounted Depot d'Aldershot.
Durant la dècada del 1980, els Royal Engineers formaren el component vital de com a mínim 3 Brigades d'Enginyers: la 12 Brigada d'Enginyers (reparació de danys a aeroports); la 29a Brigada d'Enginyers; i la 30a Brigada d'Enginyers. Després de la Guerra de les Malvines, el 37 (FI) Regiment d'Enginyers va estar actiu des d'agost de 1982 fins al 14 de març de 1985.

## Conquestes honorables i construccions històriques
La Gran Bretanya havia adquirit un imperi, i els Royal Engineers van realitzar diverses de les obres d'enginyeria civil més significatives arreu del món. Diversos exemples de les grans tasques de l'època imperial es pot trobar al llibre de A. J. Smithers's Honourable Conquests.

### Royal Albert Hall

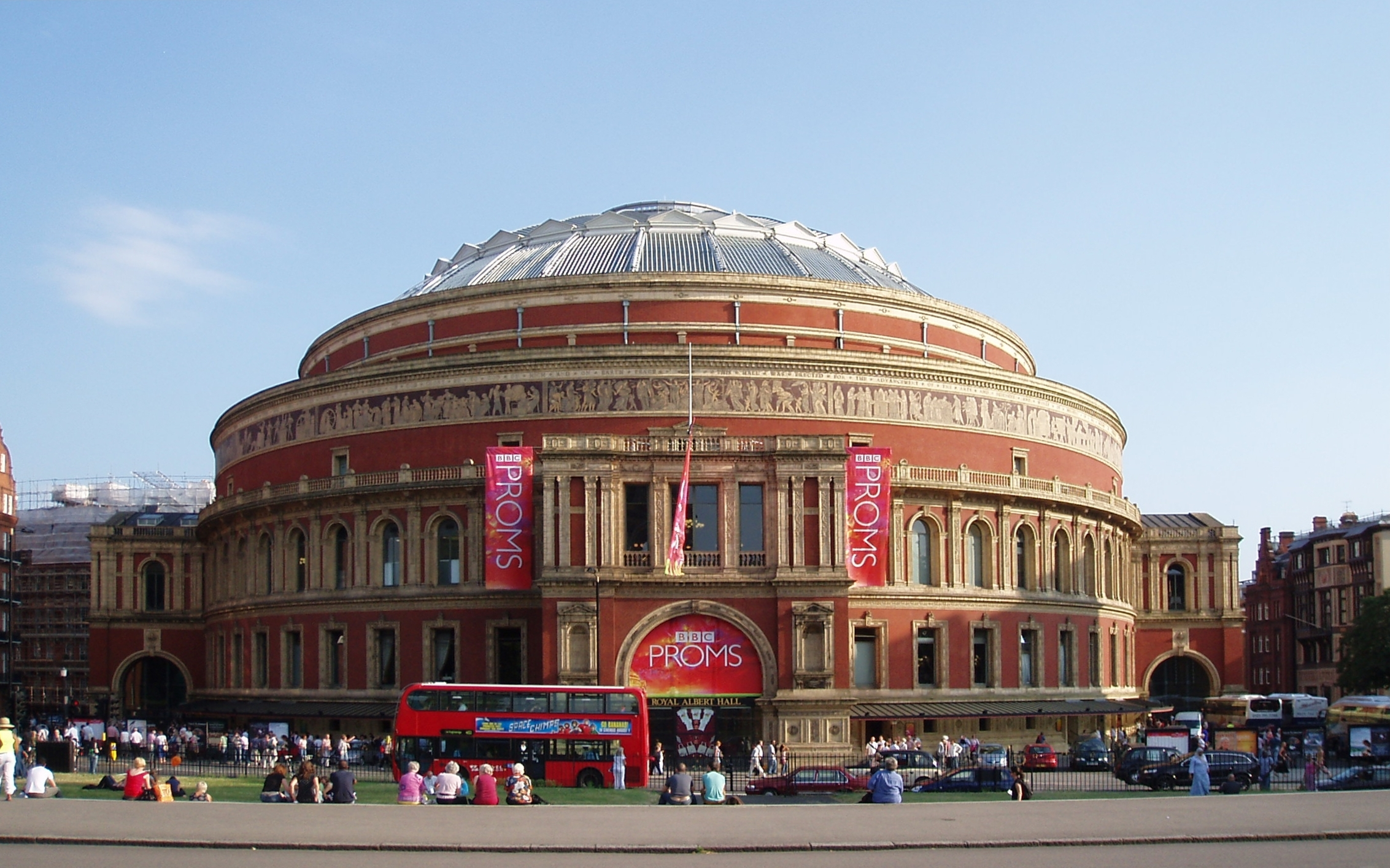
El Royal Albert Hall, dissenyat pel capità Francis Fowke RE

El Royal Albert Hall és un dels edificis més distintius del Regne Unit, reconegut arreu del món. Des de la seva inauguració per la Reina Victòria el 1871, hi ha actuat artistes de tota mena. Cada any allotja més de 350 interpretacions, incloent concerts de música clàssica, de rock i pop, ballet, òpera, tennis, cerimònies de concessió de premis, actuacions de caritat, etc.
El Hall va ser dissenyat pel capità Francis Fowke i pel Major-General Henry Young Darracott Scott, dels Royal Engineers, i construït per Lucas Brothers. Els dissenyadors estaven molt influenciats pels amfiteatres antics, però també van rebre les idees de Gottfried Semper, mentre que treballava al South Kensington Museum.

### Infraestructura índia

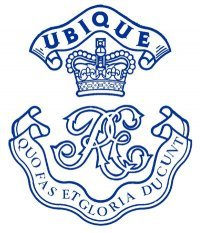
Monograma del Cos dels Enginyers Reial

Gran part de la infraestructura a l'Índia colonial, encara útil avui, va ser creada pels Royal Engineers. El Tinent (després General Sir Arthur Thomas Cotton (1803–99), dels Enginyers de Chennai, va ser el responsable del disseny i construcció de grans obres d'irrigació al riu Kaveri, per regar els camps dels districtes de Tanjore i Trichinopoly a finals de la dècada de 1820. El 1838 dissenyà i construí les defenses navals de Vizagapatam. Esbossà el projecte del delta del Godavari, on 2.900km2 de terra van ser regats i 800km de terra fins al port de Cocadana va ser fet navegable a la dècada de 1840.

### Canal de Rideau
La construcció del canal de Rideau va ser proposada poc després de la Guerra de 1812, quan encara quedava una persistent amenaça d'atac per part dels Estats Units contra la colònia del Canadà Superior. El propòsit inicial del canal era militar, i estava previst que donaria una ruta segura pels subministraments i les comunicacions entre Mont-real i la base naval de Kingston. A l'oest de Montreal, el viatge tenia lloc pel riu Ottawa fins a Bytown (actualment Ottawa), llavors al sud-oest via el canal fins a Kingston i des d'allà fins al llac Ontario. L'objectiu era ampliar l'estret del riu Sant Llorenç bordejant l'estat de Nova York, una ruta que hauria deixat els vaixells de subministrament britànics vulnerables a un atac o a un bloqueig del Sant Llorenç. La construcció del canal va ser feta pels Royal Engineers.
El 2007 va ser declarat Patrimoni de la Humanitat per la UNESCO reconeixent-lo com una gran fita del geni creatiu humà.

### Turons Occidentals de Dover

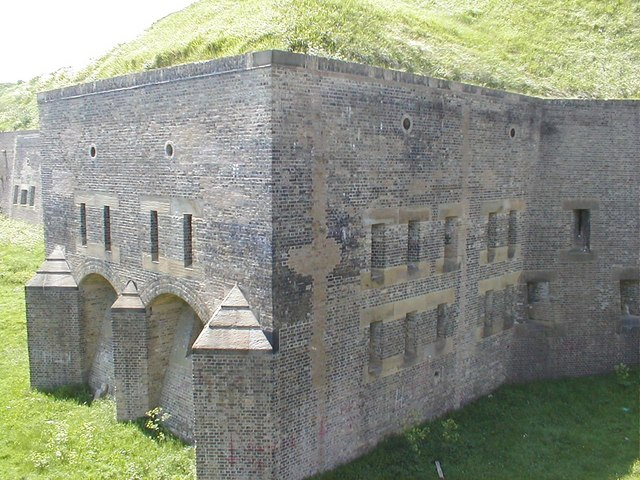
Drop Redoubt.

Els Turons Occidentals de Dover són una de les fortificacions més impressionants de les illes britàniques. Estan formades per una sèrie de fortins, punts forts i séquies, dissenyats per protegir el Regne Unit d'una invasió. Van ser creades per augmentar les defenses que ja existien i protegir el port clau de Dover d'atacs tant terrestres com marítims. Els primers moviments van ser el 1779 contra la invasió planejada aquell any, el punt més occidental de Dover, actualment els Dover Western Heights, va ser fortificat el 1804 quan el tinent coronel William Twiss va rebre l'ordre de millorar les defenses existents. Era part d'un gran programa de fortificacions en resposta al pla napoleònic d'invasió del Regne Unit. Per tal de millorar el moviment de tropes entre el castell de Dover i les defenses a la ciutat Twiss va exposar els seus arguments per construir el Gran Eix sobre el penya-segat:
«les noves casernes... estan a poc més de 300 metres de la platja... i prop del nivell de la marea alta, però per tal de comunicar-se amb el centre de la ciutat, la distància a cavall és pop d'una milla i mitja, i a peu són tres quarts de milla, i totes les carreteres passen inevitablement per un terreny uns 30m per sobre de la caserna, i tots els camins són tan costeruts que inevitablement succeeixen accidents durant el temps humit i especialment després de les inundacions. Recomano la construcció d'un eix, amb una escala triple... l'objectiu principal és la comoditat i la seguretat de les tropes... i potser serà útil per enviar reforços a les tropes o per assegurar una retirada segura.»
Aquest pla va ser aprovat i construït. El pou havia de tenir 7,9m de diàmetre, 43m de fondària, amb un gir de 55m a la galeria que connectava la part inferior de l'eix amb Snargate Street, i tingué un cost inferior a les £4000 previstes. El pla preveia construir dos pous de maó forats, un dins de l'altre. A l'altre hi hauria una escala triple, la interior actuant com un pou de llum amb "finestres" tallades sobre el mur exterior per il·luminar. Aparentment, al març de 1805 només havien excavat 12m de la galeria de connexió, i és probable que el projecte s'acabés el 1807.

### La presó de Pentonville

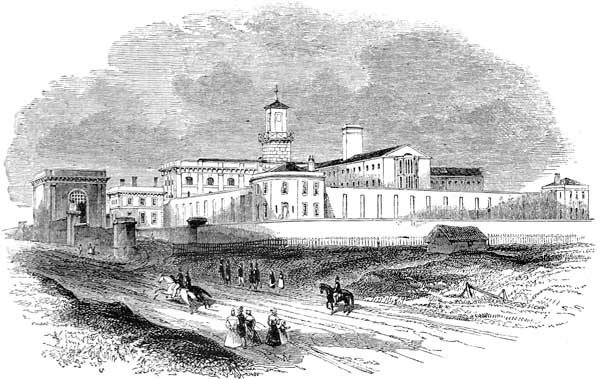
La Presó de Pentonville, dissenyada pel Capt Joshua Jebb RE

Dues lleis del Parlament permeteren la construcció de la Presó de Pentonville pel confinament de condemnats sentenciats a penes de presó o que esperessin transport. La construcció començà el 10 d'abril de 1840 i es completà el 1842. El cost va ser de £84.186. El Capità (després Major General Sir) Joshua Jebb la dissenyà, introduint conceptes innovadors com les cel·les individuals amb bona escalfor, ventilació i salubres.

### Comissions de fronteres
Tot i que la cartografia pel que havia esdevingut l'Ordance Survey va néixer per les necessitats militars, aviat es va fer evident que els mapes acurats també podien tenir un ús civil. Les lliçons apreses d'aquesta primera comissió de fronteres van ser posades en bon ús en tot el món en el qual els membres del Cos havien determinat límits en nom dels britànics, així com els governs estrangers, algunes comissions de límits notables inclouen
- 1839 – Canadà – Estats Units
- 1858 – Canadà – Estats Units (Capità (després General Sir) John Hawkins RE)
- 1856 i 1857 – Rússia - Turquia (Tinent Coronel (després Sir) Edward Stanton RE)
- 1857 – Rússia - Turquia (Coronel (després Mariscal de Camp Sir) John Simmons RE)
- 1878 – Bulgària
- 1880 – Grècia - Turquia (Major (després Major General Sir) John Ardagh RE)
- 1884 – Rússia - Afganistan (Capità (després Coronel Sir) Thomas Holdich RE)
- 1894 – Índia - Afganistan (Capità (després Coronel Sir) Thomas Holdich RE)
- 1902 – Xile - Argentina (Coronel Sir Delme Radcliffe RE)
- 1911 – Perú - Bolívia (Major A. J. Woodroffe RE)

Molt d'aquest treball segueix actualment.

### Nivell Abney
El Nivell topogràfic Abney és un instrument emprat en l'agrimensura que consisteix en un tub fix d'albirament, un nivell de bombolla mòbil que està connectat a un braç d'apuntament i una escala angular. El Nivell topogràfic Abney és una eina fàcil d'usar, relativament barata, i quan s'usa correctament és un instrument de topografia precís. El nivell d'Abney va ser inventat per Sir William de Wiveleslie Abney (1843-1920) que va ser un Enginyer Real, un astrònom i químic anglès principalment conegut pel ser pioner de la fotografia en color i la visió del color. Abney inventar aquest instrument mentre treballava a la Reial Escola d'Enginyeria Militar de Chatham (Anglaterra) en la dècada de 1870.

### H.M. Dockyards

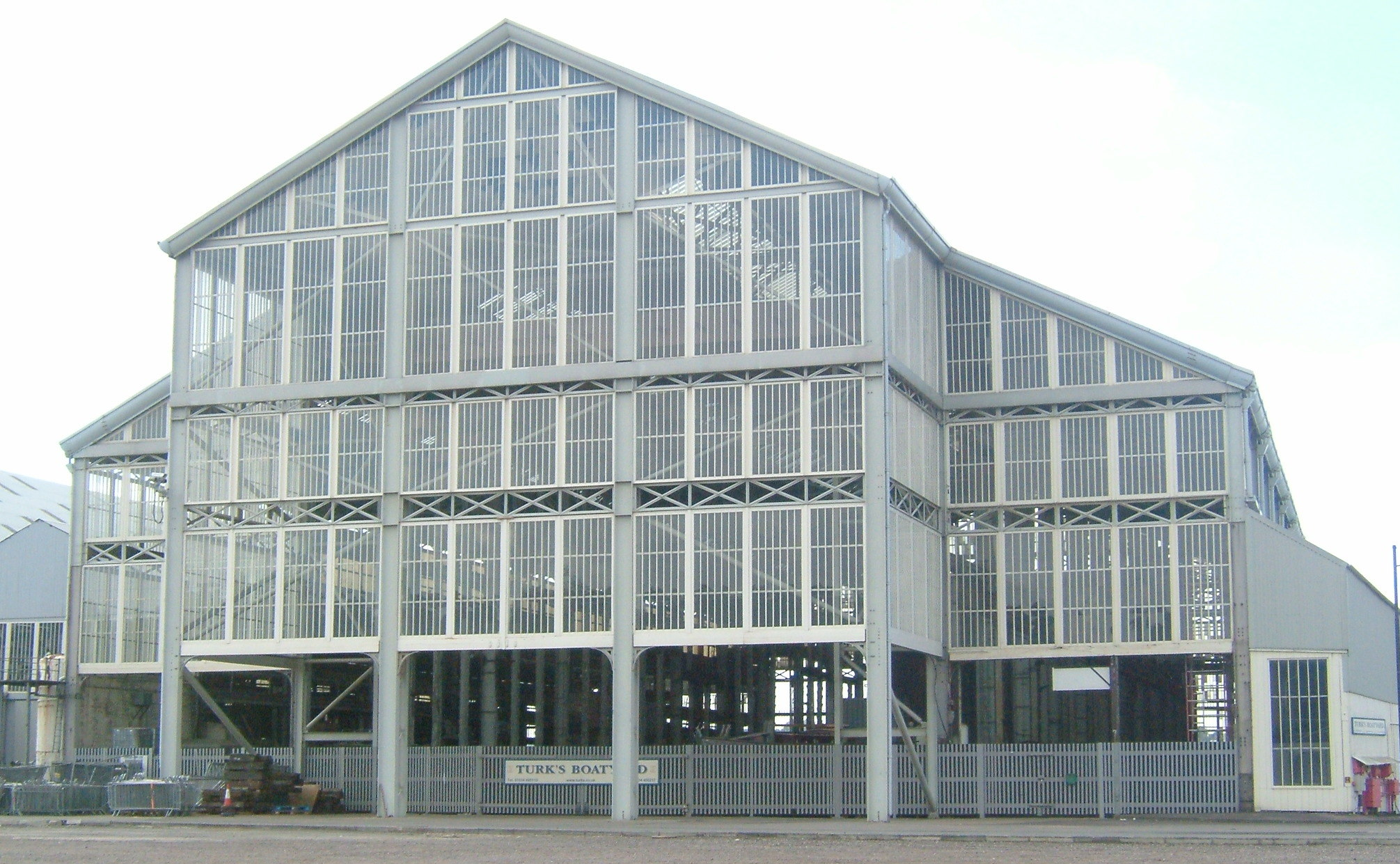
Grada 7 de les Drassanes de Chatham, dissenyada pel Col. G. Greene RE

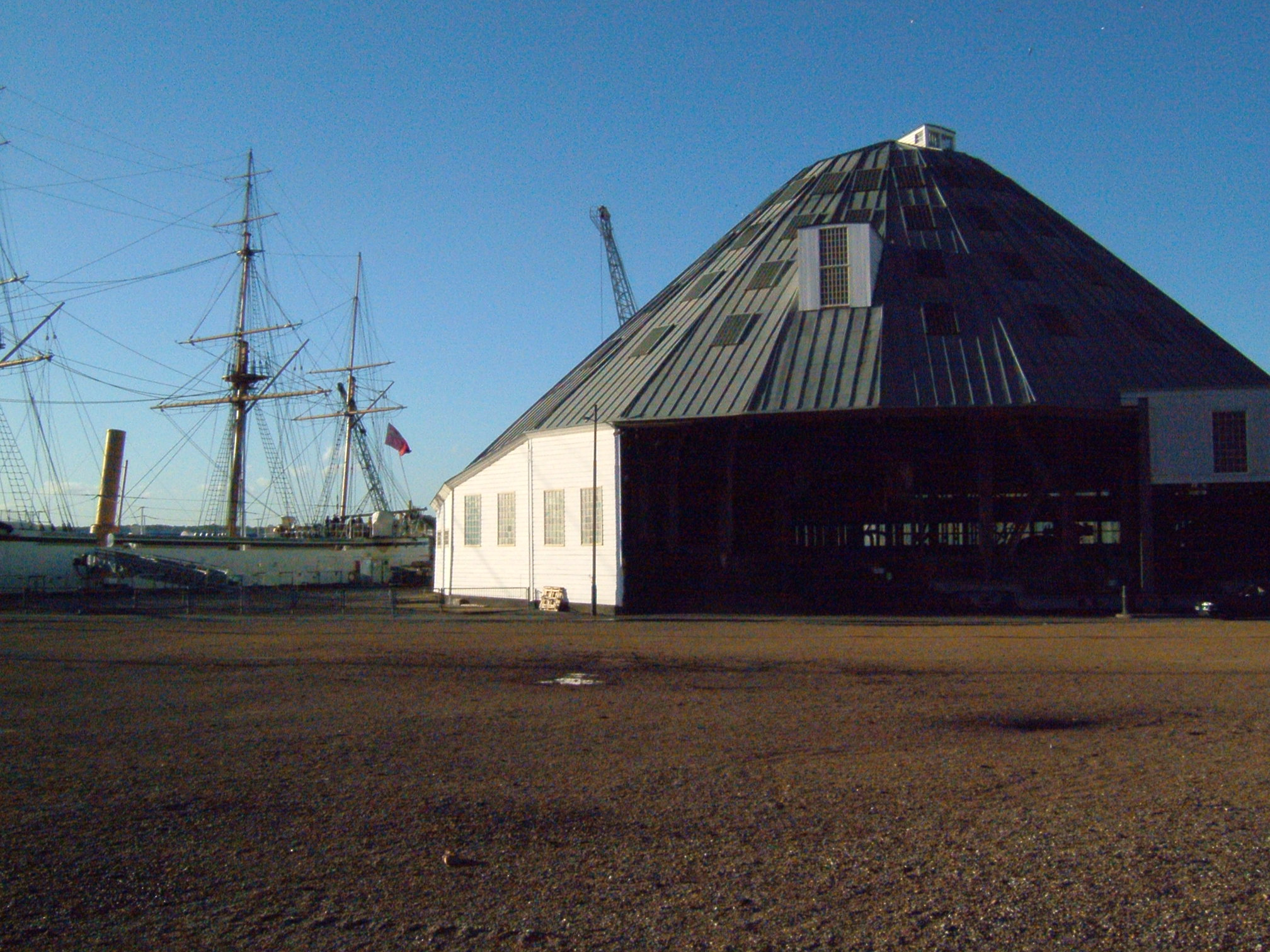
Grada 3 de les Drassanes de Chatham, dissenyada pel Cos

El 1873, el capità Henry Brandreth RE ser nomenat Director del Departament d'Arquitectura i Enginyeria Civil, posteriorment el Departament d'Obres de l'Almirallat. Arran d'aquest nomenament, molts oficials dels Royal Engineers van supervisar obres d'enginyeria en drassanes navals en diverses parts del món.
A principis del segle xix, el ferro fos, forjat i corrugat va arribar a ser utilitzats en els edificis de les drassanes, en substitució de la fusta com a material per als marcs i revestiment. L'experiència del Cos els convertia en experts en l'ús d'aquests nous materials.

#### Les Drassanes de Chatham
Chatham va ser la llar del Cos, significant que els Enginyers Reals i les Drassanes van tenir una estreta relació des del nomenament del capità Brandreth. A les Drassanes de Chatham, el capità Thomas Mould RE va dissenyar les encavallades de ferro per a les grades cobertes 4, 5 i 6. La Grada 7 va ser dissenyada pel coronel Godfrey Greene RE en el seu pas pel Cos dels Sapadors i Miners de Bengala. El 1886, el major Henry Pilkington RE ser nomenat Superintendent d'Enginyeria de la Drassana, passant a director d'Enginyeria de l'Almirallat el 1890 i Enginyer en Cap de l'Armada de Treballs Aliens, on va ser el responsable de l'extensió de tots els principals drassanes al país i a l'estranger. Va ser sota la seva direcció que es construí el 1905 l'Hospital Naval Reia Arxivat 2010-11-30 a Wayback Machine. de Chatham.

## Oficis
Tots els membres dels Royal Engineers són enginyers de combat; i tots els sapadors (soldats rasos) i sots-oficials també tenen un altre ofici. Les dones ponen optar a qualsevol especialitat dels Royal Engineers.

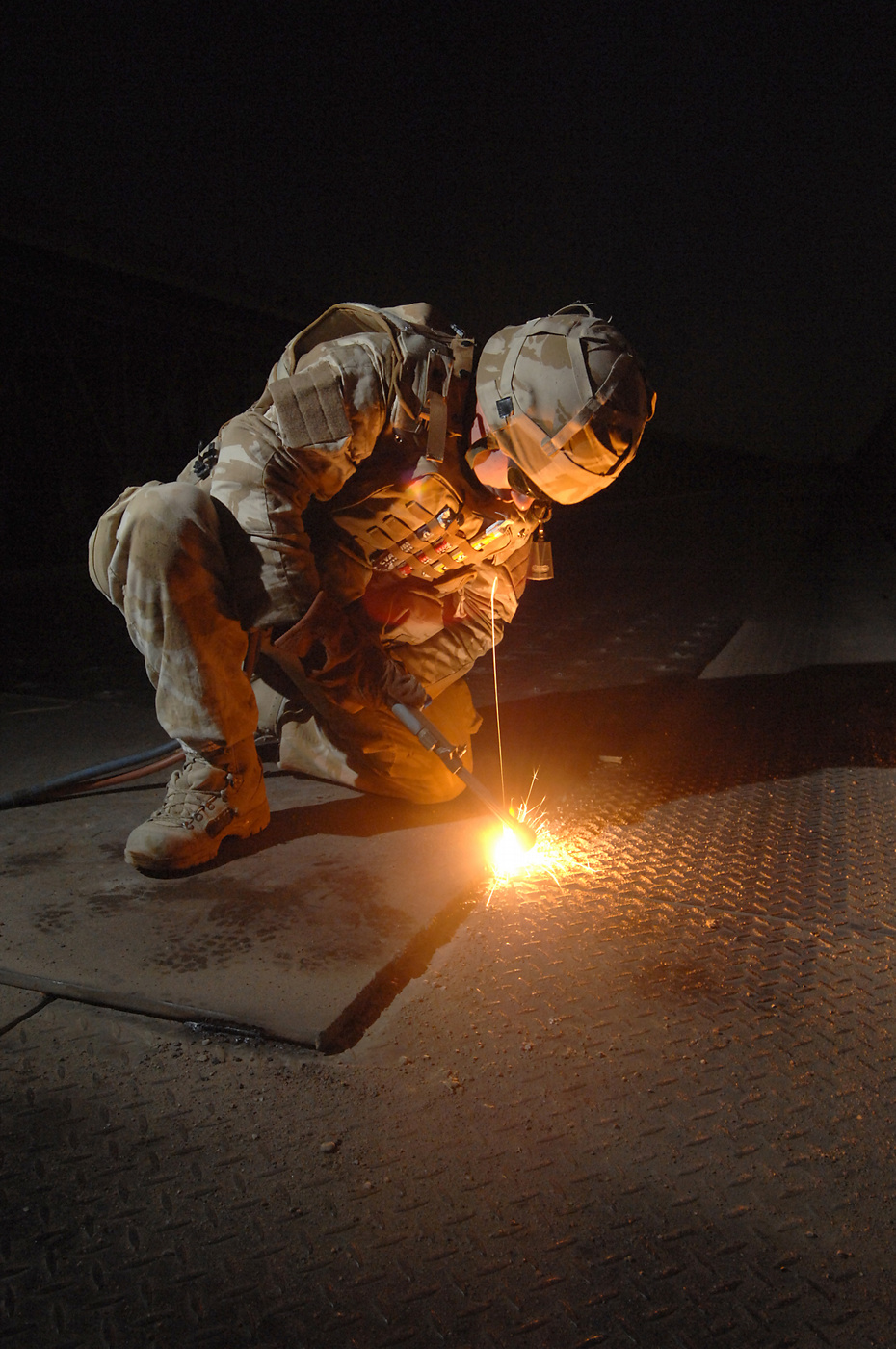
Enginyer a l'Iraq

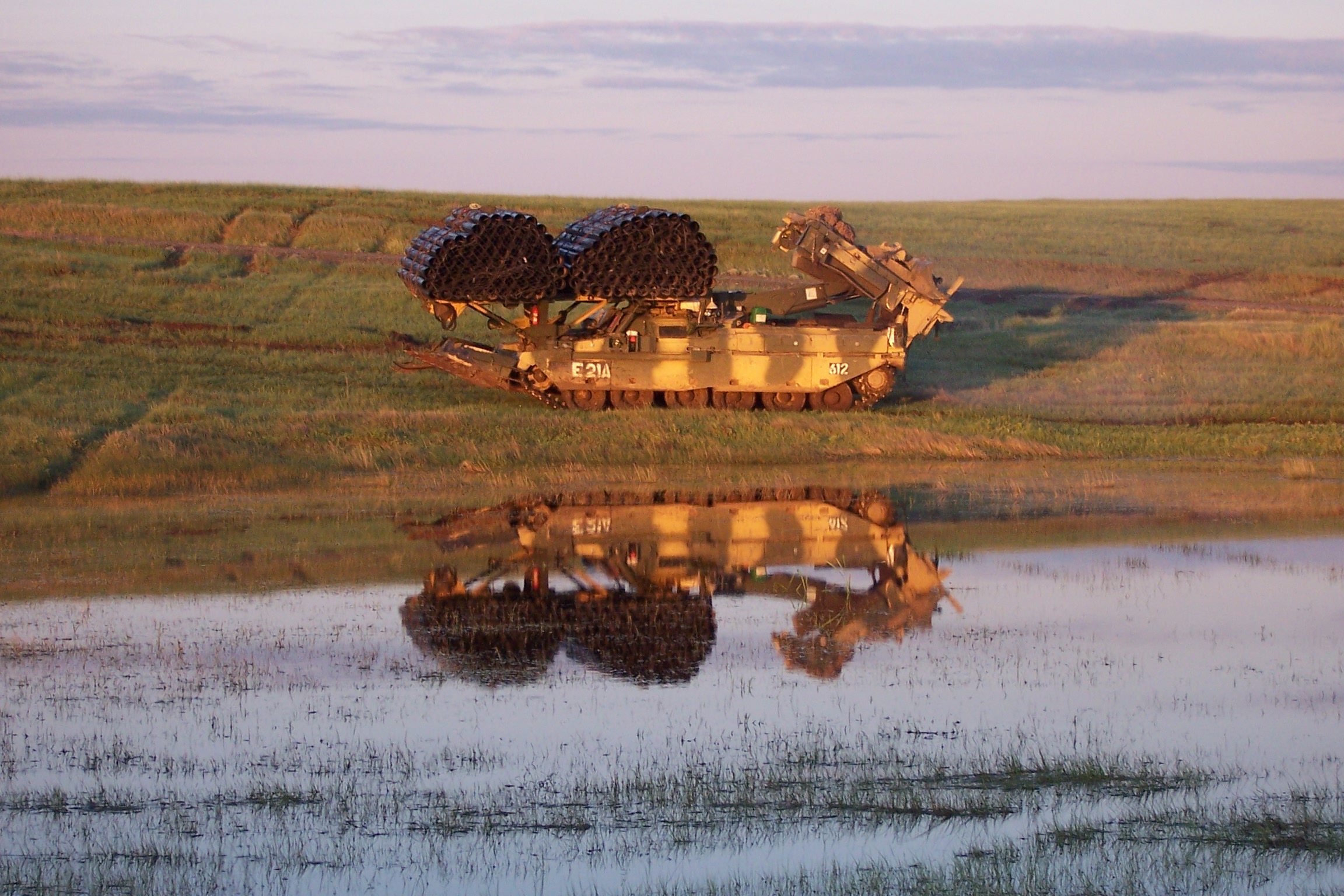
Blindat dels AVRE al Canadà

Tots els sapadors entrenen com a enginyers militars de combat. Els Sapadors, a més, poden especialitzar-se en un dels següents oficis:
- Enginyer militar - Tripulant de vehicle cuirassat
- Enginyer militar - Paleta
- Enginyer militar - Col·locació de bombes
- Enginyer militar - Acabador d'edificis i estructures
- Enginyer militar - Fuster
- Enginyer militar - Especialista en sistemes de comandament, comunicacions i informació
- Enginyer militar - Tècnic en materials de construcció
- Enginyer militar - Dibuixant (disseny)
- Enginyer militar - Dibuixant (elèctric i mecànic)
- Enginyer militar - Conductor
- Enginyer militar - Electricista
- Enginyer militar - Soldador
- Enginyer militar - Instal·lador (aire condicionat i refrigeració)
- Enginyer militar - Instal·lador (general)
- Enginyer militar - Tècnic geogràfic
- Enginyer militar - Calefacció i foneria
- Enginyer militar - Mecànic d'operador de planta
- Enginyer militar - Especialista en recursos
- Enginyer militar - Investigador (enginyeria)
- Enginyer militar - Investigador (topografia)

posteriorment, els sapadors poden especialitzar-se en especialitats com:
- recerca avançada contra-terrorista
- disposició d'explosius
- enginyer amfibi
- secretari d'obres (construcció)
- secretari d'obres (elèctric)
- secretari d'obres (mecànic)
- enginyer comando
- conductor
- capatàs de planta militar
- enginyer paracaigudista
- instructor regimental de senyals

Els sots-oficials superiors que hagin passar el curs de Secretari de Treballs apropiat poden ser comissionats com a Enginyers de Guarnició (construcció, elèctric o mecànic).

## Unitats
Els Royal Engineers conformen unitats tant de l'Exèrcit Regular com de l'Exèrcit Territorial. També hi ha una formació superior d'enginyer.

### Tropes per teatre

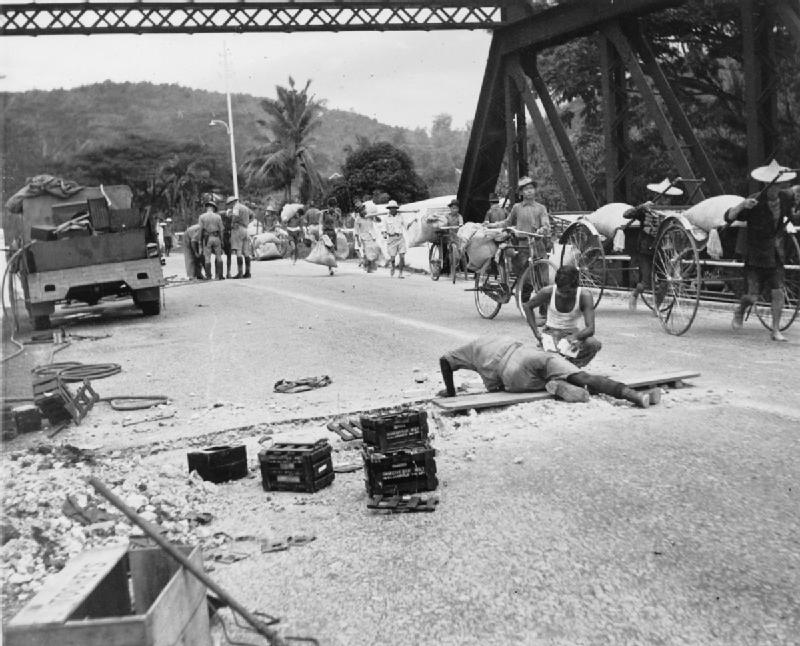
Enginyers de combat es preparen per demolir un pont a Malàisia

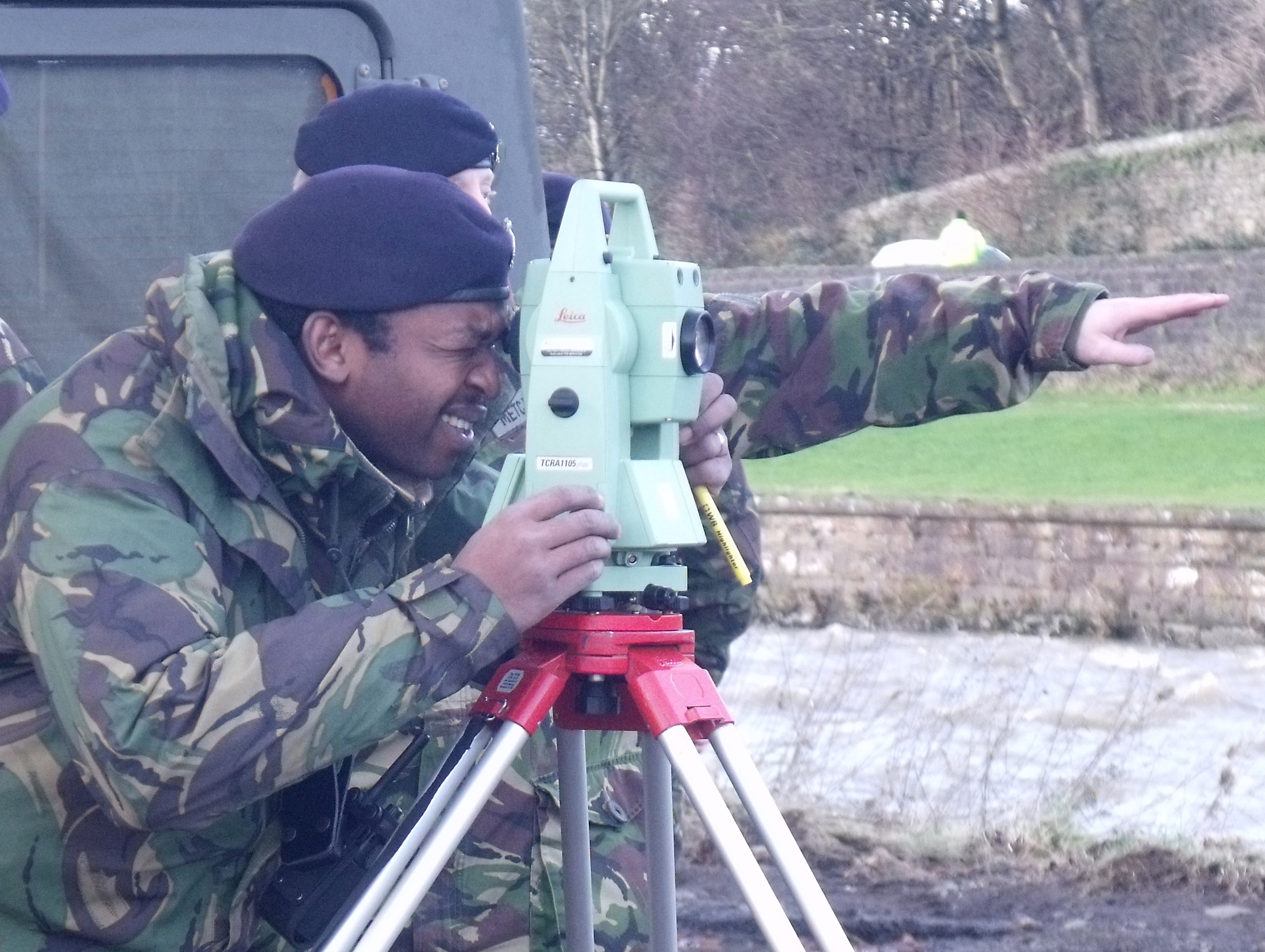
Topògrafs dels Royal Engineers

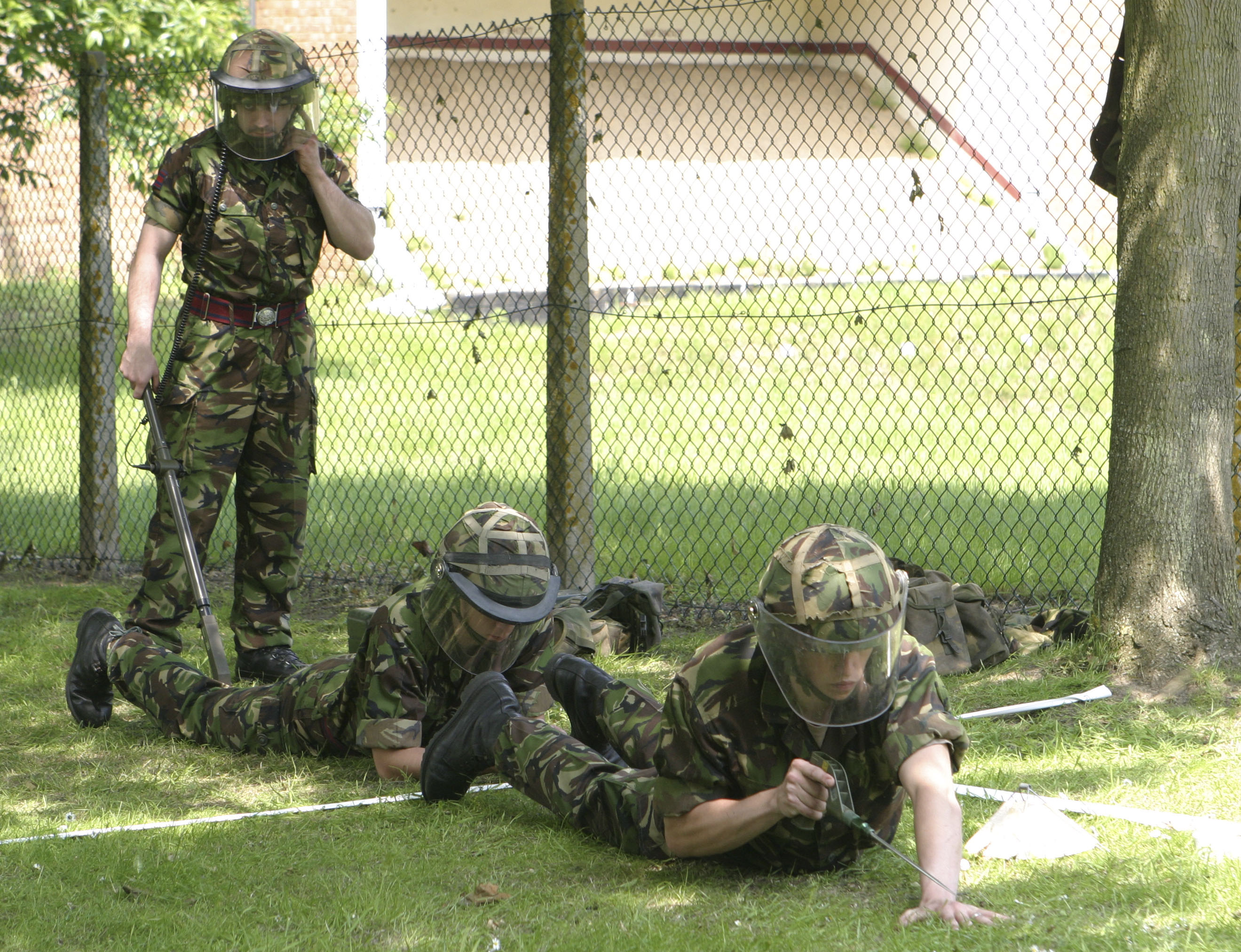
Enginyers de combat del 20è Esquadró de Camp, 36è Regiment d'Enginyers, practicant neteja de mines terrestres.

- 8a Brigada de la Força d'Enginyers
  - 12è Grup d'Enginyers (Suport Aeri) (39è Regiment d'Enginyers, 20è Grup de Treballs)
  - 29è EOD & Grup de recerca (Regiments d'Enginyers 33 i 101 (EOD), 11è Regiment EOD RLC, 36è Regiment Enginyer (recerca)[22]
  - 170è Grup d'Enginyers (Suport d'Infraestructura)
    - Quarter General del Grup
    - Equip Especialista Conseller dels Royal Engineers (Royal Engineers Specialist Advisory Team - RESAT)
    - Centre d'Informació Tècnica
    - 62è Grup de Treball (instal·lacions d'aigua)
      - 506 STRE (infraestructura d'aigua)
      - 519 STRE
      - 523 STRE
      - 521 STRE

    - 63è Grup de Treball (Generació de potència elèctrica i distribució) 
      - 504 STRE
      - 518 STRE
      - 528 STRE
      - 535 STRE

    - 64è Grup de Treball (Combustible, producció de combustible i distribució) 
      - 516 STRE
      - 524 STRE
      - 527 STRE

    - 65è Grup de Treball (Voluntaris) (Infraestructura civil, infraestructura ferroviària i portuària)
    - 66è Grup de Treball (Suport aeri i enginyeria geotècnica) 
      - 510 STRE
      - 517 STRE
      - 522 STRE
      - 530 STRE

    - 67è Grup de Treball 
      - 502 STRE
      - 505 STRE

### Regiments
- 21è Regiment d'Enginyers

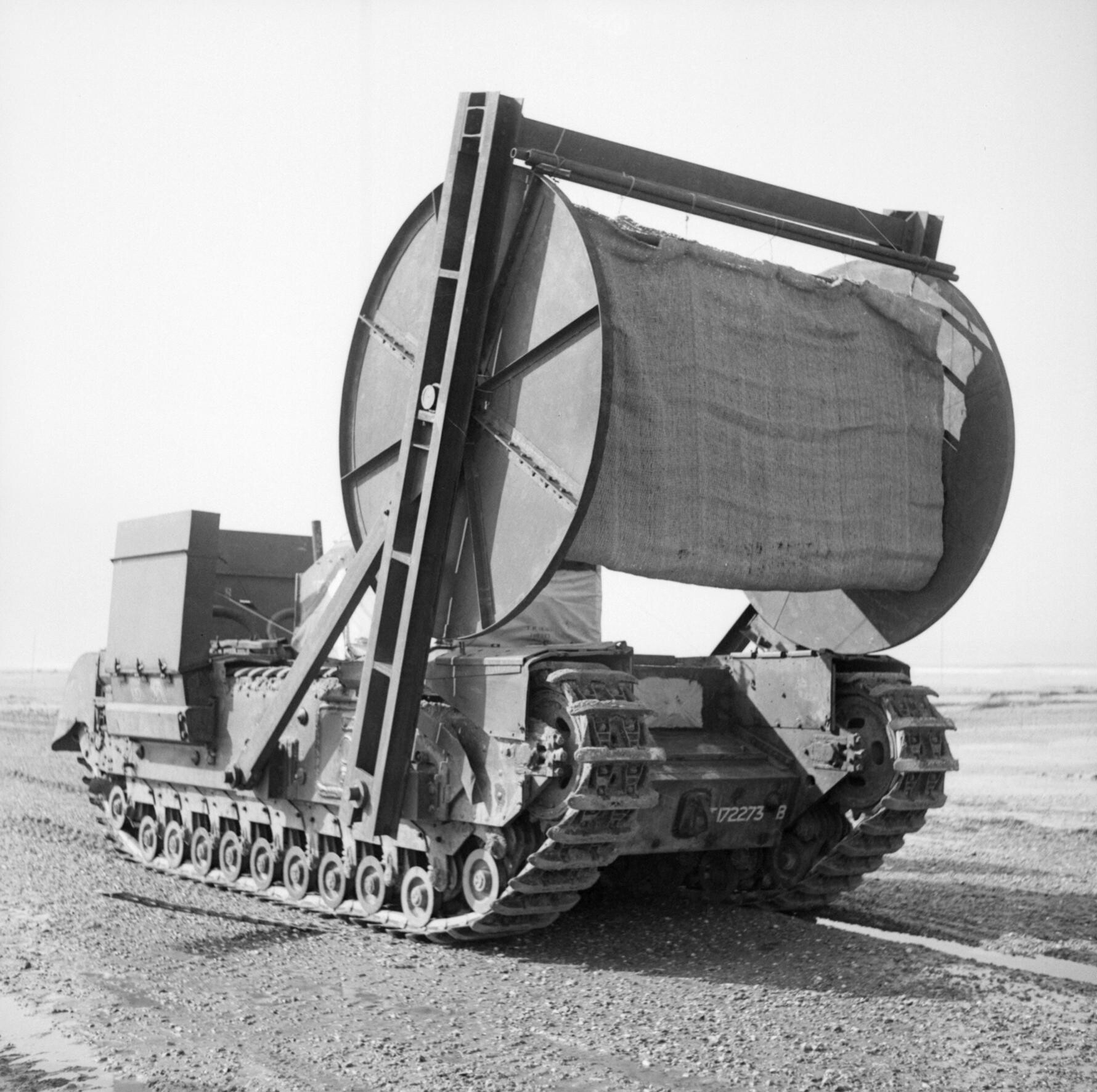
Vehicle Cuirassat dels Royal Engineers, Dia D

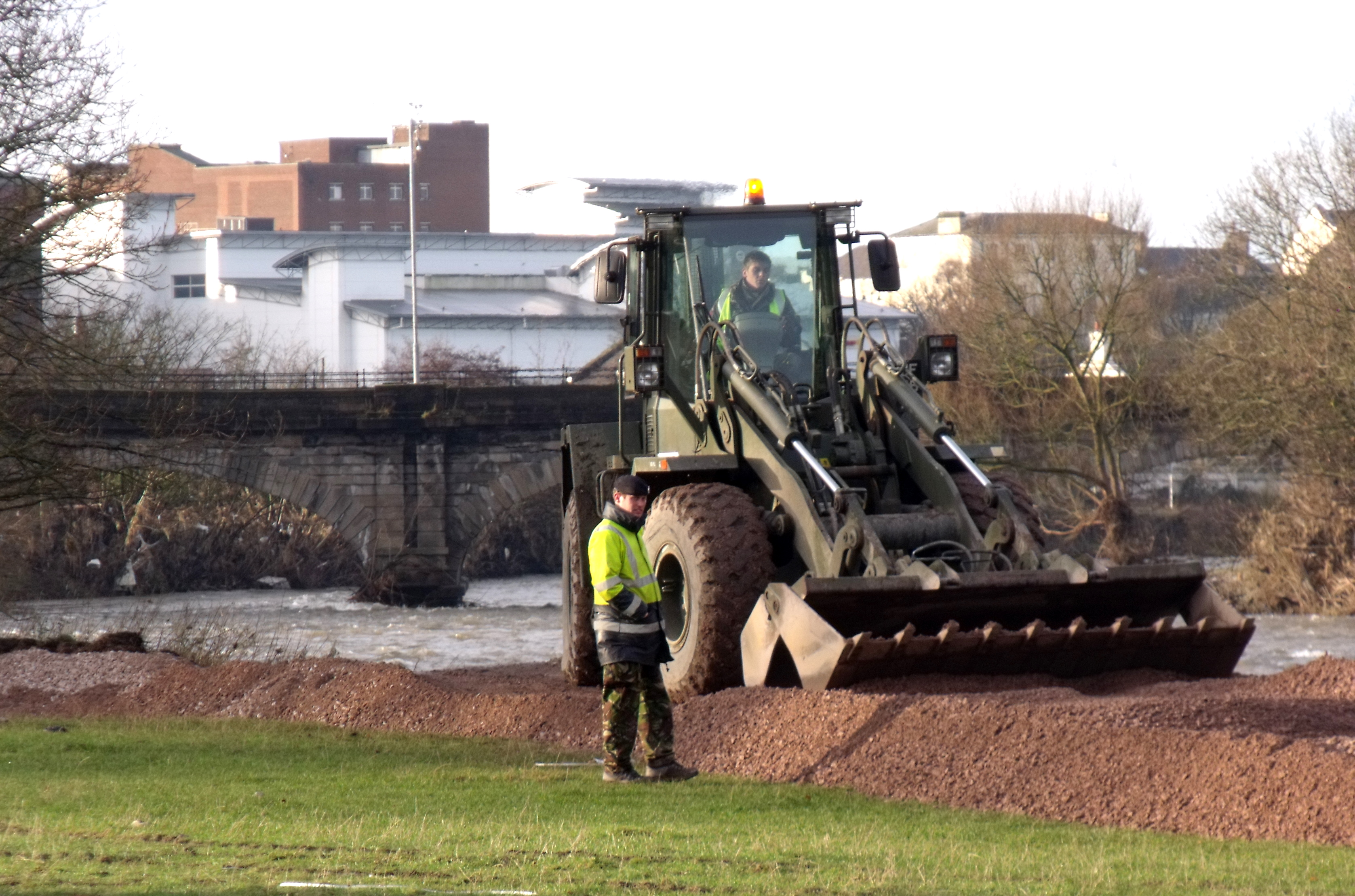
Membres dels RE construint els fonaments per a un nou pont a Workington després de les innundacions

  - 7è Quarter general i esquadró de suport
  - 1r Esquadró Enginyer Cuirassat
  - 4t Esquadró Enginyer Cuirassat
  - 73è Esquadró Enginyer Cuirassat

- 22è Regiment d'Enginyers
  - 6è Quarter general i esquadró de suport
  - 3r Esquadró Enginyer Cuirassat
  - 5è Esquadró Enginyer Cuirassat
  - 52è Esquadró Enginyer Cuirassat (2008)

- 23è Regiment d'Enginyers (Assalt aeri) – part de la 16a Brigada d'assalt aeri
  - 12è (Nova Escocia) Quarter general i esquadró de suport (Assalt aeri)
  - 9è Esquadró paracaigudista
  - 51è Esquadró paracaigudista
  - 299è Esquadró paracaigudista de camp (V) [Wakefield/Hull/Gateshead]

- 24è Regiment Commando d'Enginyers – (adjunt a la 3a Brigada Commando, Royal Marines) – (amb base a Chivenor).
  - 54è Quarter general i esquadró de suport Commando
  - 56è Esquadró de camp Commando
  - 59è Esquadró Commando
  - 131è Esquadró de camp Commando (TA)

- 25è Regiment d'Enginyers (al novembre del 2011 s'anuncià que es dissoldria com a mesura d'estalvi.[23] 'El 19 d'abril de 2012 tingué lloc una cerimònia d'arriada de bandera
  - 43è Quarter general i esquadró de suport (Suport aeri) (també dissolt a l'abril del 2012)
  - El control de tots els alters squadrons passà al 39è Regiment d'Enginyers.

- 26è Regiment d'Enginyers
  - 38è Quarter general i esquadró de suport
  - 8è Esquadró Enginyer Cuirassat
  - 30è Esquadró Enginyer Cuirassat
  - 33è Esquadró Enginyer Cuirassat (2008)

- 28è Regiment d'Enginyers
  - 64è Quarter general i esquadró de suport
  - 23è Esquadró Amfibi d'Enginyers (AMPH GODS) + 412è Troop(Volunteers) TA
  - 42è Esquadró de camp
  - 45è Esquadró de Suport de Camp (dissolt)
  - 65è Esquadró de Suport de Camp

- 32è Regiment d'Enginyers
  - 2n Quarter general i esquadró de suport
  - 26è Esquadró Enginyer Cuirassat
  - 31è Esquadró Enginyer Cuirassat
  - 39è Esquadró Enginyer Cuirassat

- 33è Regiment d'Enginyers (Desactivació d'explosius) [Regiment híbrid format per esquadrons de l'exèrcit regular i del territorial]
  - 49è Esquadró de camp (EOD)
  - 58è Esquadró de camp (EOD)
  - 61è Esquadró de camp (EOD)
  - 217è (Londres) Esquadró de camp (EOD)(V) {Holloway}

- 35è Regiment d'Enginyers
  - 44è Quarter general i esquadró de suport
  - 29è Esquadró Enginyer Cuirassat
  - 37è Esquadró Enginyer Cuirassat
  - 77è Esquadró Enginyer Cuirassat

- 36è Regiment d'Enginyers (recerca) (destinats a Maidstone)
  - 50è Esquadró de camp (recerca)
  - 20è Esquadró de camp (recerca)
  - 15è Esquadró de camp (recerca) (destinats a Claro Barracks, Ripon)
  - 69è Esquadró Gurkha de camp (recerca), Enginyers dels Gurkha de la Reina
  - 70è Esquadró Gurkha de suport de camp (recerca), Enginyers dels Gurkha de la Reina

- 38è Regiment d'Enginyers
  - 32è Quarter general i esquadró de suport
  - 11è Esquadró de camp
  - 25è Esquadró de camp

- 39è Regiment d'Enginyers (destinats a Kinloss Barracks des d'estiu de 2012)[24]
  - 60è Quarter general i esquadró de suport (Suport aeri)
  - 10è Esquadró de camp (Suport aeri) destinats a RAF Leeming
  - 48è Esquadró de camp (Suport aeri)
  - 34t Esquadró de camp (Suport aeri) (anteriorment 25è Engr Regt)
  - 53è Esquadró de camp (Suport aeri) (anteriorment 25è Engr Regt)

- 42è Regiment d'Enginyers (Geogràfic)
  - 13è Esquadró geogràfic
  - 14t Esquadró geogràfic (destinat a Mönchengladbach)
  - 16è Esquadró geogràfic de suport

- 62è Esquadró de Suport dels Royal Engineers a Xipre (Forces Britàniques a Xipre)

- 101r Regiment d'Enginyers (Ciutat de Londres) (Desactivació d'explosius) [Regiment híbrid format per esquadrons de l'exèrcit regular i del territorial]
  - 22è Quarter general i esquadró de suport (EOD)
  - 17è Esquadró de camp (EOD)
  - 21è Esquadró de camp (EOD)
  - 221è Esquadró de camp (EOD) (V) {Rochester/Catford}
  - 579è Esquadró de camp (EOD) (V)]) {Tunbridge Wells}

### Reial Escola d'Enginyeria Militar

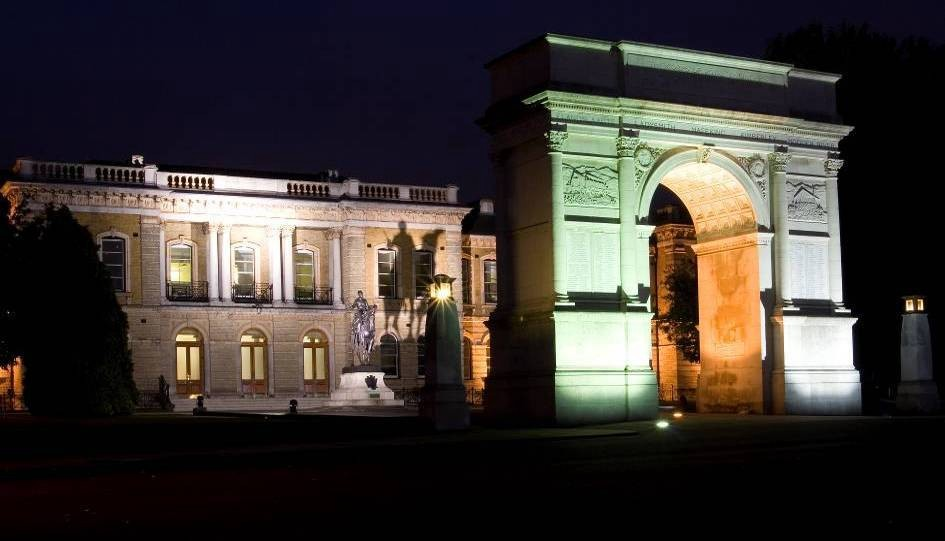
Quarter General de la Reial Escola d'Enginyeria Militar.

La Reial Escola d'Enginyeria Militar (Royal School of Military Engineering) és el centre d'excel·lència de l'exèrcit britànic per a enginyeria militar, desactivació d'explosius i entrenament de recerca contra-terrorista. Situada en diverses instal·lacions de Chatham (Kent), Camberley (Surrey) i Bicester (Oxfordshire), la Reial Escola d'Enginyeria Militar ofereix les millors instal·lacions d'entrenament per totes les capacitats dels Royal Engineers.
Va ser fundada pel Major (després General Sir) Charles Pasley, com "Establiment dels Enginyers Reials" (Royal Engineer Establishment) el 1812. Va passar a anomenar-se "Escola d'Enginyeria Militar" el 1868 i va rebre el prefix "Reial" el 1962.
- Reial Escola d'Enginyeria Militar
  - Escola d'Enginyers de Combat
    - 3 Regiment de la Reial Escola d'Enginyeria Militar
      - 55 Esquadró d'Entrenament dels Enginyers Reials
      - 57 Esquadró d'Entrenament dels Enginyers Reials
      - 63 Esquadró de Suport d'Entrenament dels Enginyers Reials

    - Ala d'Informació de Sistemes de Comunicació

  - Escola d'Enginyers de Construcció
    - 1 Regiment de la Reial Escola d'Enginyeria Militar
      - 24 Esquadró d'Entrenament dels Enginyers Reials
      - 36 Esquadró d'Entrenament dels Enginyers Reials

    - Ala d'Enginyeria Civil
    - Ala Elèctrica i Mecànica

  - Ala de Guerra dels Enginyers Reials (fundada el 2011 i fusionada entre Brompton Barracks, Chatham and Gibraltar Barracks, Kent, és el producte d'unir l'Ala de Comandament, on s'ensenyava comandament i tàctica i l'Ala d'Enginyeria de Batalla, on es realitzava entrenament d'enginyers de combat)
    - Centre d'Informació i Entrenament de Mines del Regne Unit

  - Escola de Defensa de Municions Explosives i Recerca (formalment Escola de Defensa EOD i el Centre de Recerca Nacional)
  - Centre de Defensa d'Animals
- 28 Esquadró d'Entrenament, Regiment d'Entrenament de l'Exèrcit Bassingbourn
- Unitat d'Entrenament d'Escafandristes (DTU(A))
- Banda del Cors dels Enginyers Reials

### Exèrcit Territorial
- Royal Monmouthshire Royal Engineers (Militia)
  - 100 Esquadró de camp [Cwmbran/Bristol/Cardiff]
  - 101 Quarter General Troop [Monmouth]
  - 108 Esquadró de camp (Welsh) [Swansea/Gorseinion]
  - 225 Esquadró de camp [Birmingham]
  - The Jersey Esquadró de camp [St Helier]

- 71 Regiment d'Enginyers (Voluntaris) (Suport aeri)
  - 102 (Clyde) Esquadró de camp (Suport aeri) [Paisley/Barnsford Bridge]
  - 124 Esquadró de camp (Cumbernauld)
  - 236 Esquadró de camp [Elgin]
  - Tropa de Quarter General RAF Leuchars
  - 10 Tropa de camp Orkney [Orkney Islands]

- 72 Regiment d'Enginyers (Voluntaris) Close Support
  - 103 Esquadró de camp (Suport aeri) (Tyne Electrical Engineers) [Newcastle/Sunderland(2Tp)]
  - 106 Esquadró de camp (West Riding) [Sheffield/Bradford]

- 73 Regiment d'Enginyers (Voluntaris) (Suport aeri)
  - 129 Quarter General and Esquadró de Suport [Nottingham]
  - 350 Esquadró de camp (Suport aeri) [Nottingham]
  - 575 Esquadró de camp (Sherwood Foresters) (Suport aeri) [Chesterfield]

- 75 Regiment d'Enginyers (Voluntaris) (de camp)
  - 107 Esquadró de camp (Lancashire and Cheshire) [Birkenhead]
  - 125 Esquadró de Suport de camp (Staffordshire) [Stoke-on-Trent]
  - 202 Esquadró de Suport de camp [Manchester]

- 77 Regiment d'Enginyers (Voluntaris)
  - 219 HQ and Esquadró de Suport (RAF Coningsby)
  - 216 ADR Esquadró (RAF Marham)
  - 218 ADR Esquadró (RAF Brize Norton)
  - 267 ADR Esquadró (RAF Waddington)

- 101 (City of London) Regiment d'Enginyers (EOD) [Hybrid Regiment – Regular & TA]
  - 221 Esquadró de camp (EOD)(V) [Rochester/Catford]
  - 579 Esquadró de camp (EOD)(V) [Tunbridge Wells]

- 33 Regiment d'Enginyers (EOD) [Hybrid Regiment – Regular & TA]
  - 217 (London) Esquadró de camp (EOD) [Holloway]
- 131 Esquadró Comando Independent Royal Engineers (Voluntaris) [London/Bath/Plymouth/Birmingham] ' format 24 Regiment Comando Royal Engineers a inicis de 2007

- 135 Esquadró Geografic Independent Royal Engineers (Voluntaris) [Ewell]

- Cos d'Enginyers i Logístic (Voluntaris)
- 170 Grup d'Enginyers (Suport d'Infrastructures) (prèviament Força d'Obres Militars)
  - 62 Grup d'obres [Regular]
    - 506 STRE (Infrastructura d'aigua)

  - 63 Grup d'obres [Regular]
    - 504 STRE (Infrastructura energètica)

  - 64 Grup d'obres [Regular]
    - 503 STRE (Infrastructura de combustibles)

  - 65 Grup d'obres 
    - 507 STRE (Infrastructura ferroviària)
    - 509 STRE (Infrastructura portuària)
    - 508 STRE (Obres)
    - 525 STRE (Obres)
    - 526 STRE (Obres)

- 591 Esquadró de camp Independent

## Bandera del cos

Bandera del camp dels Royal Engineers

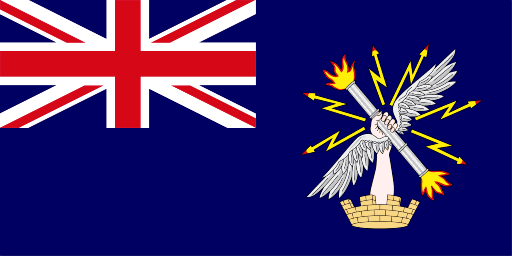
Bandera dels Reials Enginyers

Els Royal Engineers, Secció de Ports, operaven ports i ports per a l'exèrcit i utilitzaven principalment vaixells especialitzats com remolcadors i drages. Durant la Segona Guerra Mundial, la Royal Engineers' Blue Ensign va onejar als ports Mulberry.

## El bisbe Gundulf, Rochester i els Enginyers del Rei

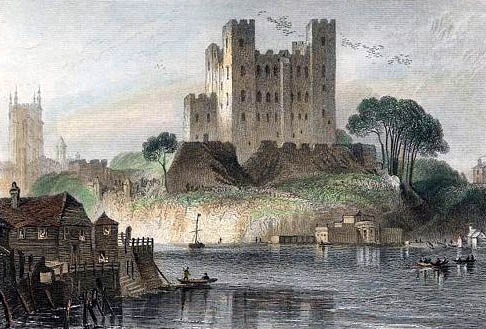
Castell de Rochester des de l'altra banda del Medway. Gravat de la imatge de GF Sargent c1836.

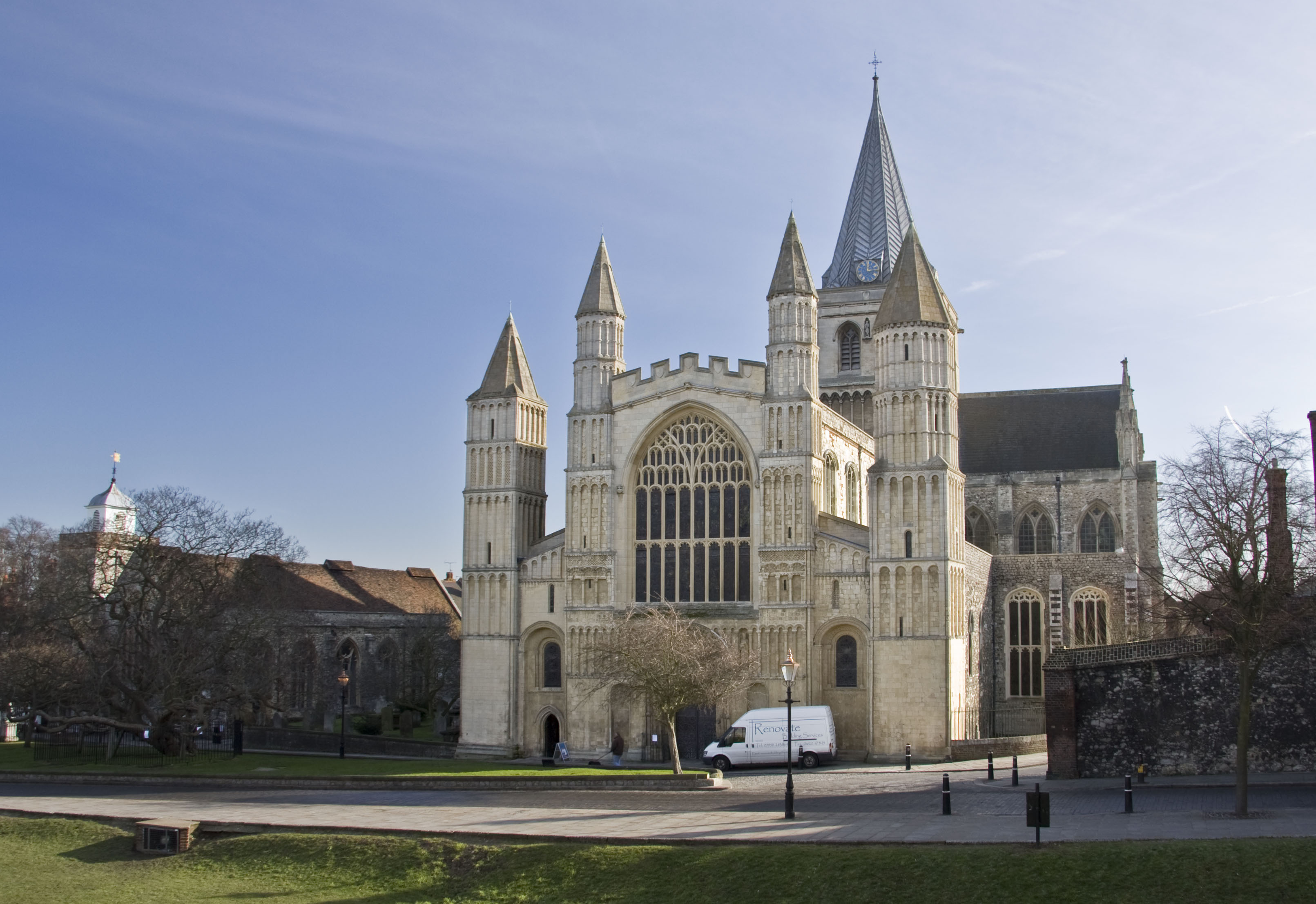
Catedral de Rochester des de l'oest

El bisbe Gundulf, un monjo de l'abadia de Bec a Normandia va arribar a Anglaterra l'any 1070 com a ajudant de l'arquebisbe Lafranc a Canterbury. El seu talent per a l'arquitectura havia estat descobert pel rei Guillem I i va ser aprofitat a Rochester, on va ser enviat com a bisbe l'any 1077. Gairebé immediatament el rei el va nomenar per supervisar la construcció de la Torre Blanca, actualment part de la Torre de Londres el 1078. Sota William Rufus també va emprendre obres de construcció al castell de Rochester. Després d'haver servit a tres reis d'Anglaterra i guanyat "el favor de tots", Gundulf és acceptat com el primer "Enginyer del Rei".

## La Banda del Cos

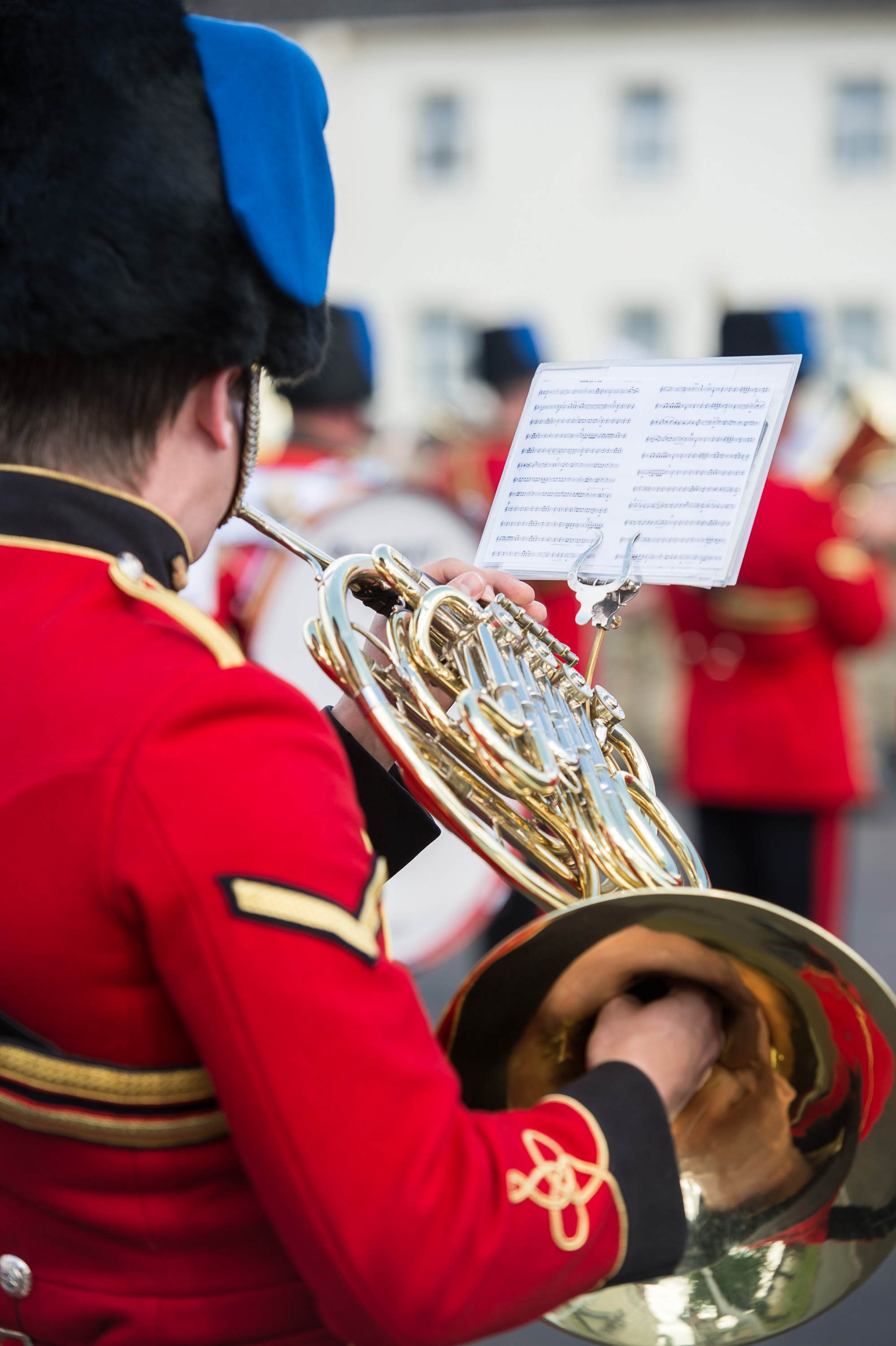
Músics de la Banda del Cos d'Enginyers Reials durant una desfilada de medalles per al 32 Regiment d'Enginyers.

La Banda del Cos dels Reials Enginyers és la banda militar oficial dels RE. La RE Symphony Orchestra va ser fundada el 1880. Va ser reconeguda per la reina Victòria set anys més tard, amb la seva ordre que actuessin al Palau de Buckingham per a un banquet amb motiu del seu jubileu de diamant. Entre 1916 i 1917, la banda va fer una gira per França i Bèlgica, donant més de cent cinquanta concerts en un viatge de 1.800 milles. La banda va continuar la seva gira per Europa després del cessament de les hostilitats. El 1936, la banda va actuar al funeral de Jordi V i va tocar l'any següent per a la Coronació de Jordi VI el 1937. La banda va aparèixer a la coronació de la reina Elisabet II el 1953, i des de llavors ha estat convocada per tocar en ocasions estatals i desfilades militars . Ha actuat notablement durant les cerimònies d'obertura de l'Eurotúnel i el pont de la Reina Elisabet II.

## La Institució dels Royal Engineers
La Institució dels Enginyers Reials, la institució professional del Cos d'Enginyers Reials, es va establir el 1875 i el 1923 se li va concedir la seva Carta Reial pel rei Jordi V La institució està col·locada amb el Royal Engineers Museum, dins dels terrenys de la Royal School of Military Engineering de Brompton a Chatham, Kent.
El Royal Engineers Journal: es publica trimestralment i conté articles relacionats amb l'enginyeria militar. El primer diari es va publicar l'agost de 1870. La idea de la publicació va ser proposada a la reunió del cos de maig de 1870 pel major R Harrison i secundada pel capità R Home, que es va convertir en el seu primer editor (el Journal va reemplaçar els Professional Papers, que van ser iniciat pel tinent WT Denison el 1837 i es va continuar publicant fins al 1918).
La Història del Cos d'Enginyers Reials es troba actualment al seu volum 12. Els dos primers volums van ser escrits pel major general Whitworth Porter i publicats el 1889.
The Sapper és publicat pel Royal Engineers Central Charitable Trust i és una revista bimensual per a tots els nivells.

## The Royal Engineers' Association
L'actual Associació Reial d'Enginyers promou i dona suport al Cos entre els membres de l'Associació de les maneres següents:
1. Fomentant l'esperit de cos i un esperit de companyonia i servei.
2. Mantenint consciència de les tradicions del cos.
3. Actuant com a enllaç entre els membres en servei i els jubilats del Cos.
4. Proporcionant assistència econòmica i d'altra índole als membres en servei i antics membres del Cos, les seves dones, vídues i persones a càrrec que es troben en situació de pobresa.
5. Atorgant subvencions, dins de les directrius de l'Associació, al Fons de Benevolencia de l'Exèrcit i a altres organitzacions benèfiques que promoguin els objectius de l'Associació.

## Esport

### Royal Engineers' Yacht Club

La Blue Ensign sense desfigurar onejada per membres del REY.

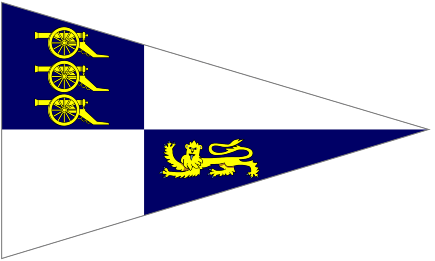
REYC Burgee.

El Royal Engineers' Yacht Club, que es remunta a 1812, promou l'habilitat de l'aigua als Royal Engineers.

### Royal Engineers Amateur Football Club
El club va ser fundat el 1863, sota la direcció del major Francis Marindin. Sir Frederick Wall, que va ser el secretari de The Football Association entre 1895 i 1934, va afirmar a les seves memòries que el "joc de combinació" va ser utilitzat per primera vegada pel Royal Engineers AFC a principis de la dècada de 1870. Wall afirma que els "Sappers es van moure a l'uníson" i van mostrar els "avantatges de la combinació sobre l'antic estil d'individualisme".

#### FA Cup

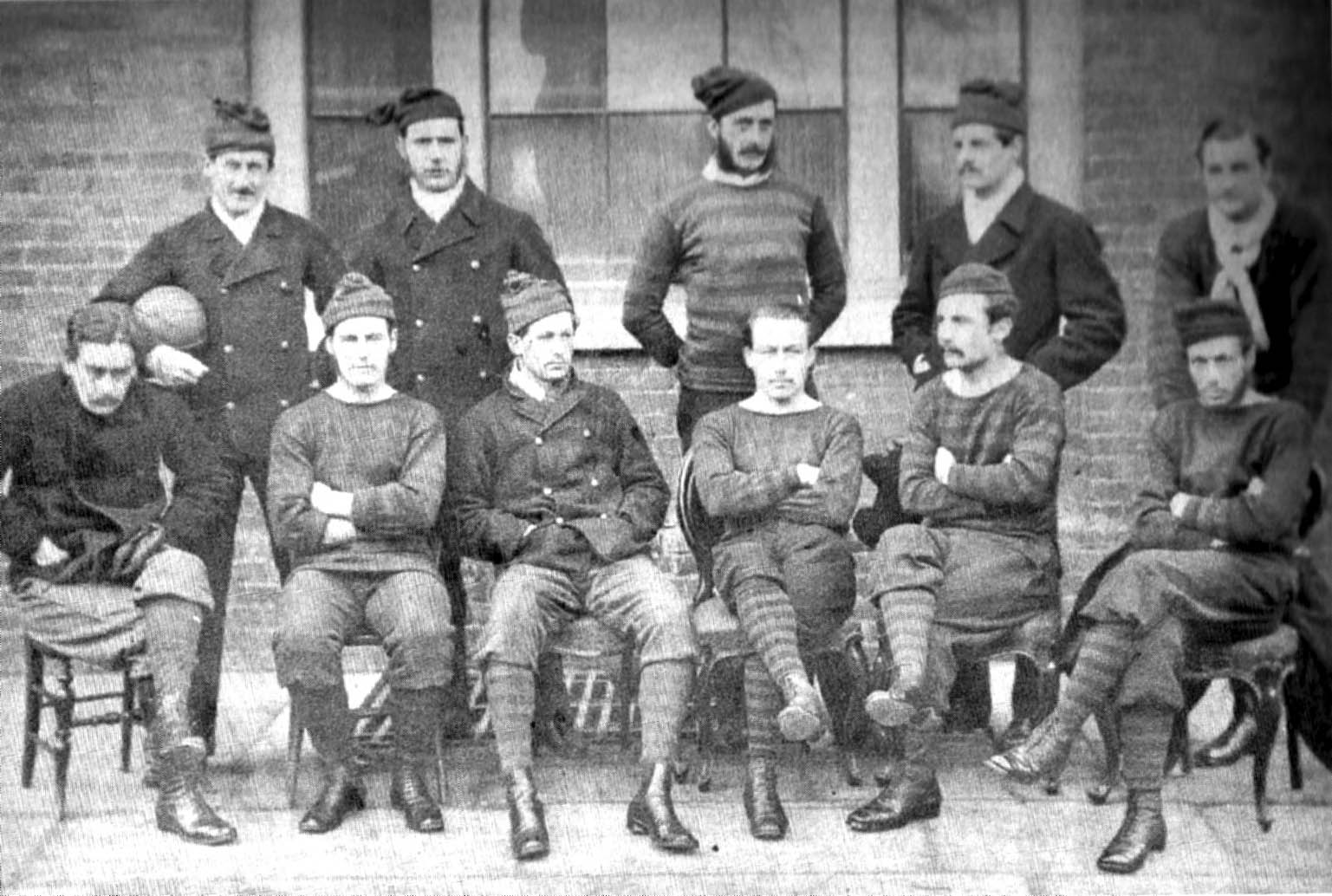
The Royal Engineers fotografiats el 1872. Enrere: Merriman, Ord, Marindin, Addison, Mitchell; Front: Hoskyns, Renny-Tailyour, Creswell, Goodwyn, Barker, Rich.

Els Engineers van jugar la primera final de la FA Cup el 1872, perdent 1-0 a Kennington Oval el 16 de març de 1872, davant els rivals habituals del Wanderers. També van perdre la final de la FA Cup de 1874, davant l'Oxford University A.F.C.
El seu major triomf va ser la FA Cup de 1874–75. A la final contra els Old Etonians, van empatar 1–1 amb un gol de Renny-Tailyour i van guanyar la repetició per 2–0 amb dos gols més de Renny-Tailyour. La seva última aparició a la final de la FA Cup va ser el 1878, perdent novament davant els Wanderers. Van participar per última vegada a la FA Cup 1882–83, perdent 6–2 a la quarta ronda davant l'Old Carthusians F.C.
L'Enginyer's Depot Battalion va guanyar la FA Amateur Cup el 1908.
El 7 de novembre de 2012, els Royal Engineers van jugar contra els Wanderers en un remake de la final de la FA Cup de 1872 a The Oval. A diferència de la final real, els Enginyers van guanyar, i amb un gran marge, 7-1 sent el marcador final.-

### Rugbi
L'exèrcit va estar representat en el  primer internacional per dos membres dels Royal Engineers, tots dos jugant a Anglaterra, el tinent Charles Arthur Crompton RE i el tinent Charles Sherrard RE.

## Unitats relacionades
S'han format diversos cossos a partir dels Royal Engineers.
- Royal Flying Corps (RFC) 1912 - Air Battalion Royal Engineers (format el 1911) va ser el precursor del Royal Flying Corps que es va convertir en la Royal Air Force el 1918.[8]
- Royal Corps of Signals (R Sigs) (R Sigs) 1920 - The Telegraph Troop, fundada el 1870,[45]:121 es va convertir en el Telegraph Battalion Royal Engineers que després es va convertir en el Royal Engineers Signals Service, que al seu torn es va convertir en el Royal Corps of Signals independent el 1920.[46]
- Corps of Royal Electrical and Mechanical Engineers (REME) 1942 - Quan el REME es va crear el 1942, es va formar per personal anteriorment al Royal Army Ordnance Corps, el Royal Army Service Corps, el Royal Signals i els Royal Engineers.[47] Després de la guerra, les responsabilitats de REME es van incrementar per etapes de manera que, el 1968, s'havia fet càrrec del manteniment de tots els equips de Royal Engineers, excepte els de construcció.[48]
- Royal Corps of Transport (RCT) 1965 - Els Royal Engineers van ser els responsables del transport ferroviari i de les vies navegables, les operacions portuàries i el control del moviment fins al 1965, quan aquestes funcions van ser transferides al nou Royal Corps of Transport. (Vegeu també Railway Operating Division.)[49] El Royal Corps of Transport es va fusionar amb el Royal Logistic Corps el 1993.[50]
- Royal Logistic Corps (RLC) 1993 - El 1913, l'Army Post Office Corps (format el 1882) i la Royal Engineers Telegraph Reserve (formada el 1884) es van fusionar per formar la Royal Engineers (Postal Section) Special Reserve. El 1959 va ser redissenyat Royal Engineers (Postal and Courier Communications) i afegit al quadre regular de l'exèrcit britànic, va ser rebatejat com a Royal Engineers (Postal and Courier Services) el 1979. El RE (PCS) es va convertir en una agència de defensa coneguda com la Defense Postal and Courier Service l'any 1992 i el mateix any, els operadors formats per Postal & Courier del Women's Royal Army Corps (WRAC) van ser reconeguts com a Royal Engineers. El servei es va transferir al Royal Logistic Corps en la seva formació el 1993. – vegeu (Oficina de Correus de les Forces Britàniques).[51]

## Orde de precedència
| Precedit per: Royal Regiment of Artillery | Orde de precedència | Succeït per: Royal Corps of Signals |

## Condecoracions
Els següents membres dels Royal Engineers han estat condecorats amb la Creu Victòria, la màxima i més prestigiosa condecoració per valentia davant de l'enemic que poden concedir les forces armades britàniques i de la Commonwealth.

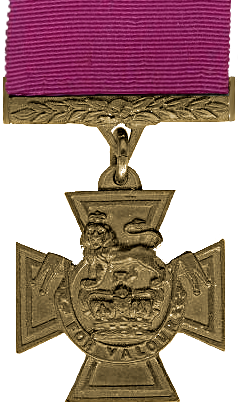
La Creu Victòria

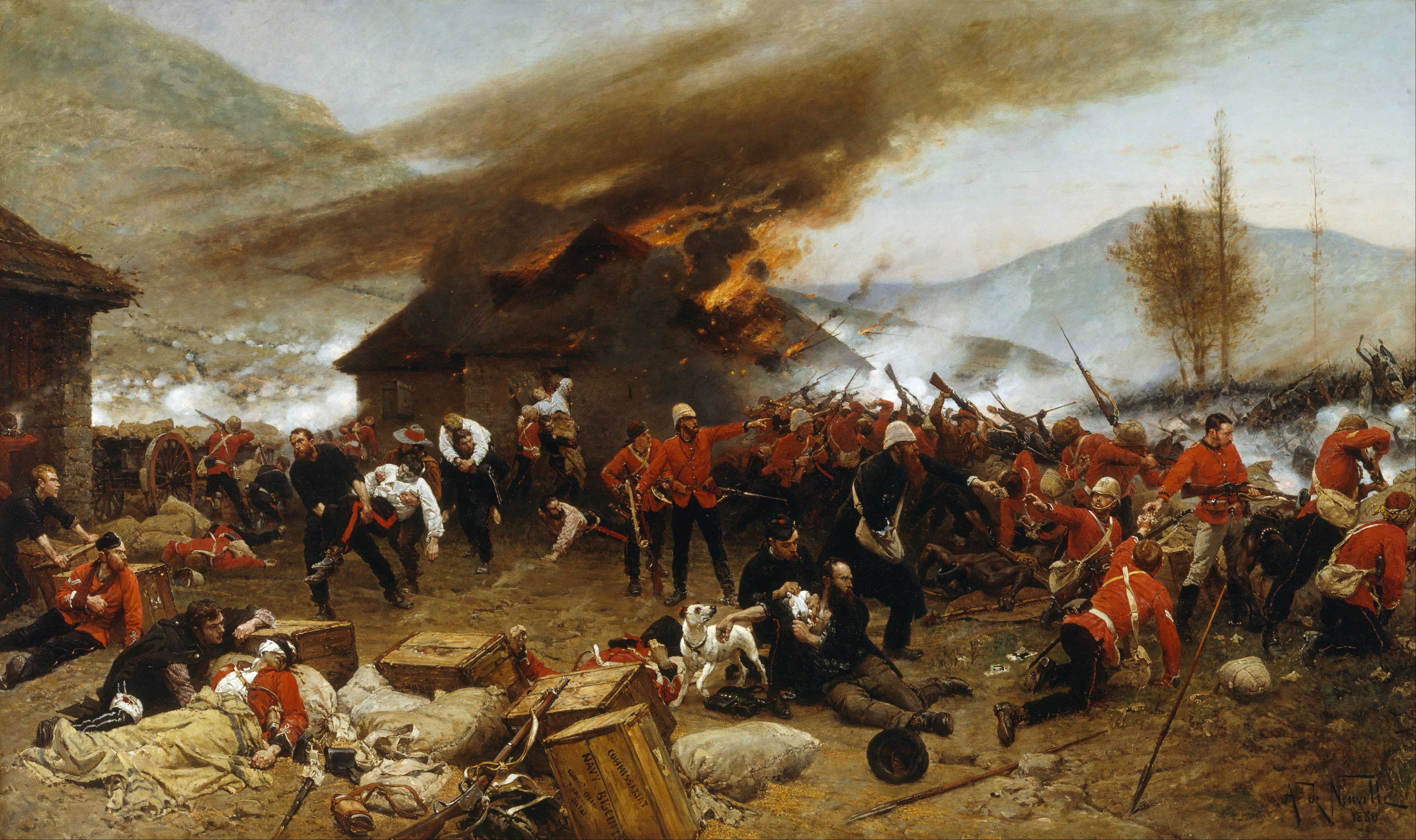
Batalla de Rorke's Drift, 22–23 de gener de 1879, una batalla combatuda sota el comandament del Lt. John Chard, RE. Es concediren fins a onze Creus Victòria durant la batalla, incloent una per a Chard. Pintura de Alphonse de Neuville

- Tom Edwin Adlam, 1916, Thiepval, França
- Adam Archibald, 1918, Ors, França
- Fenton John Aylmer, 1891, Nilt Fort, Índia
- Mark Sever Bell, 1874,  Ordashu, Ashanti
- John Rouse Merriott Chard, 1879,  Rorke's Drift, Sud-àfrica
- Brett Mackay Cloutman, 1918, Pont-Sur-Sambre, França
- Clifford Coffin, 1917, Westhoek, Bèlgica
- James Morris Colquhoun Colvin, 1897, Mohmand, Índia
- James Lennox Dawson, 1915, Reducte Hohenzollern, França
- Robert James Thomas Digby-Jones, 1900, Ladysmith, Sud-àfrica
- Thomas Frank Durrant, 1942, St. Nazaire, França
- Howard Craufurd Elphinstone, 1855, Sebastòpol, Crimea
- George de Cardonnel Elmsall Findlay, 1918, Catillon, França
- Gerald Graham, 1855, Sebastòpol, Crimea
- William Hackett, 1916, Givenchy, França
- Reginald Clare Hart, 1879, Vall Bazar, Afganistan
- Lanoe Hawker, 1915
- Charles Alfred Jarvis, 1914, Jemappes, Bèlgica
- Frederick Henry Johnson, 1915, Turó 70, França
- William Henry Johnston, 1914, Missy, França
- Frank Howard Kirby, 1900, Ferrocarril de Delagoa Bay, Sud-àfrica
- Cecil Leonard Knox, 1918, Tugny, França
- Edward Pemberton Leach, 1879, Maidanah, Afganistan
- Peter Leitch, 1855, Sebastòpol, Crimea
- William James Lendrim, 1855, Sebastòpol, Crimea
- Wilbraham Oates Lennox, 1854, Sebastòpol, Crimea
- Henry MacDonald, 1855, Sebastòpol, Crimea
- James John McLeod INNES, 1859, Sultanpore, Índia
- Cyril Gordon Martin, 1915, Spanbroek Molen, Bèlgica
- James McPhie, 1918, Aubencheul-Au-Bac, França
- Philip Neame, 1914, Neuve Chapelle, França
- John Perie, 1855, Sebastòpol, Crimea
- Claude Raymond, 1945, Talaku, Birmània
- John Ross, 1855, Sebastòpol, Crimea
- Michael Sleavon, 1858, Jhansi, Índia
- Arnold Horace Santo Waters, 1918, Ors, França
- Thomas Colclough Watson, 1897, Vall Mamund, Índia
- Theodore Wright, 1914, Mons, Bèlgica

## Memorials
- La catedral de Rochester, Kent, té importants vincles històrics amb el cos i conté nombrosos monuments com vitralls, mosaics i plaques. La catedral acull serveis el cap de setmana anual del Memorial del Cos i compta amb el suport del Cos el diumenge de Record.
- Memorial de la Primera Guerra Mundial dels Royal Engineers a La Ferté-sous-Jouarre
- National Memorial Arboretum a Alrewas, Staffordshire
- El memorial als Royal Engineers a Arromanches, el lloc dels ports de Mulberry durant la Segona Guerra Mundial[52]

## Afiliacions
Els Royal Engineers tenen una rivalitat tradicional amb la Royal Artillery (els Gunners).

## Enllaços externs

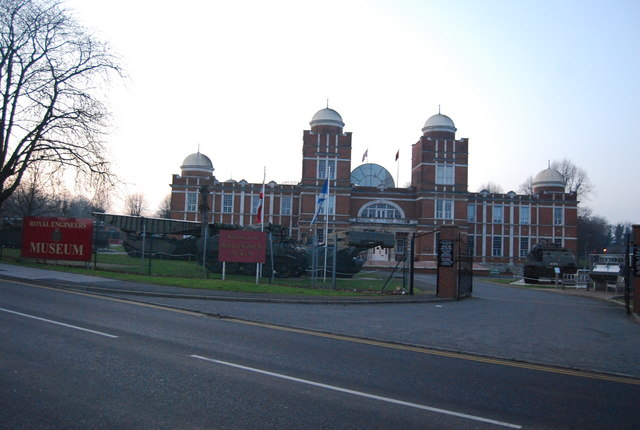
Museu dels Royal Engineers a Chatham.